# Gâvres
Gâvres (tiếng Breton: Gavr) là một xã ở tỉnh Morbihan trong vùng Bretagne tây bắc Pháp. Xã này có diện tích 1,88 km², dân số năm 1999 là 983 người. Khu vực này có độ cao từ 0-10 mét trên mực nước biển.
Cư dân của Gâvres danh xưng trong tiếng Pháp là Gâvrais.